# Aleksander Czamer

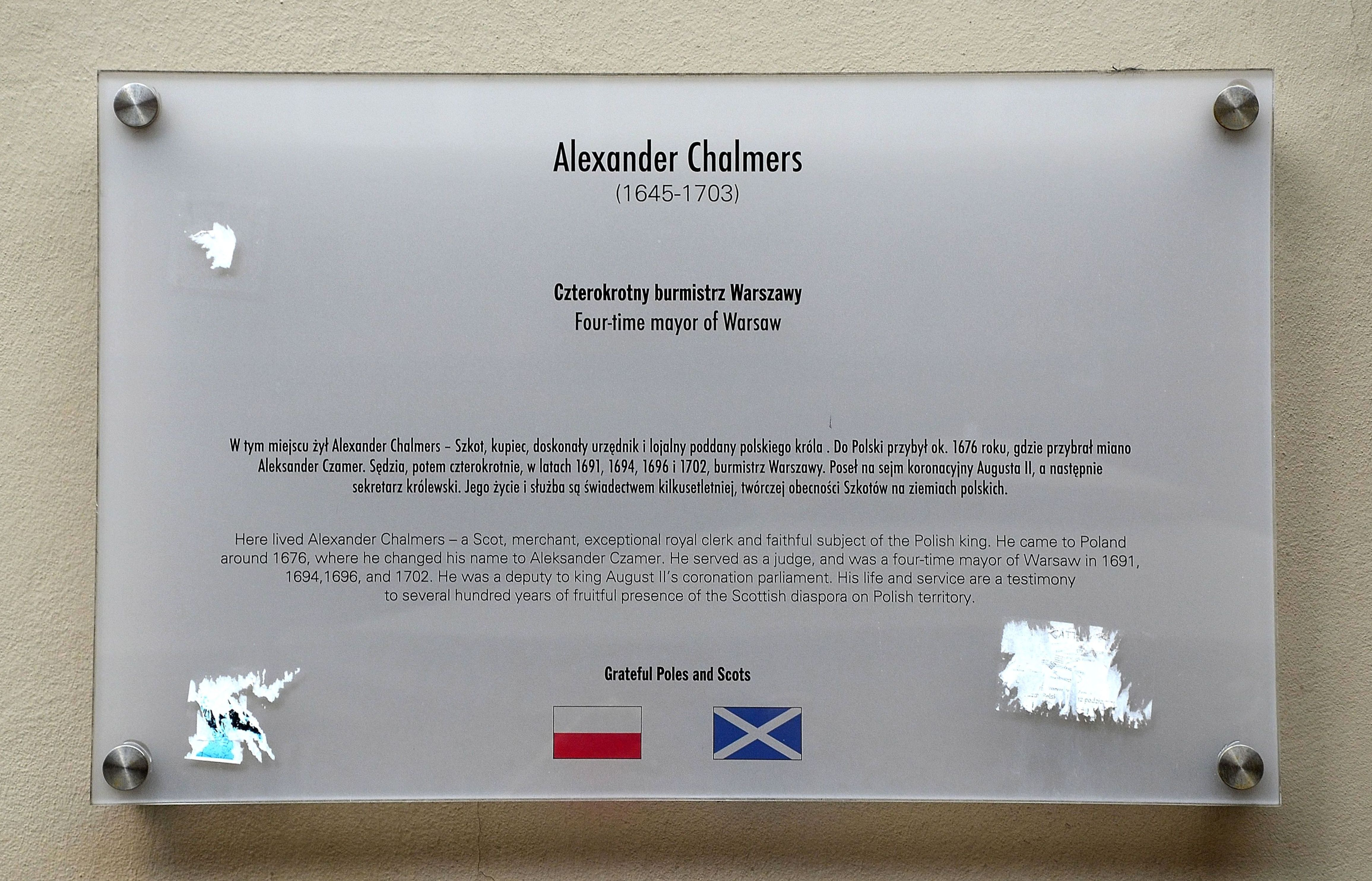
Tablica pamiątkowa na kamienicy Szewców

Aleksander Czamer (właśc. Alexander Chalmers, ur. 1645, zm. 9 marca 1703) – szkocki kupiec, ok. 1672 uzyskał obywatelstwo miasta Starej Warszawy, a w 1673, po odkupieniu kramu w Rynku Starego Miasta, tytuł kupca królewskiego. Stał na czele kolonii szkockiej w Warszawie. 

## Życiorys
Tak jak inni Szkoci osiedlający się w mieście był katolikiem, co umożliwiło mu przyjęcie do prawa miejskiego.
W latach 1691, 1694, 1696 oraz 1702–1703 burmistrz Starej Warszawy. Jeszcze jako zastępca burmistrza okazywał niechęć straganom zgromadzenia ojców Dominikanów wystawianym na terenach miejskich bez opłat. Spór doprowadził do rozruchów przy kościele św. Jacka w na Nowym Mieście w listopadzie 1697 z ofiarą śmiertelną i długich niesnasek z władzami kościelnymi. Zajmował również stanowiska wójta (1701), ławnika (1703) oraz prowizora Szpitala św. Ducha. 
Właściciel kamienicy Falkiewiczowskiej oraz kamienicy Szewców przy ulicy Wąski Dunaj 10, narożnik Szerokiego Dunaju, gdzie w 2008 odsłonięto tablicę upamiętniającą Czamera.
Zmarł w 1703 roku. Został pochowany w kolegiacie św. Jana.